# 狼圖騰
《狼图腾》是中国作家姜戎的一部半自传性质的长篇小说，于2004年出版。
该书作者姜戎原名吕嘉民，1967年到内蒙古草原插队做知青，出于对蒙古文化的欣赏与对狼性文化的兴趣构思这本小说。
《狼图腾》由十个有机联系的狼故事组成。以作者本人为原型的知青陈阵为主角，以狼为主体描述在内蒙古草原的经历及草原上有關野狼的各種神秘傳說，以及发生的生态环境破坏活动。
该书引发了中国大陆的“狼性文化”议题，并引起多个领域的争论，毁誉参半。
法国导演让-雅克·阿诺将《狼图腾》改编为同名电影，于2015年2月在法国和中国大陆上映。

## 创作背景
青年时期的姜戎喜欢苏联小说《静静的顿河》，他认为哥萨克人的文化和蒙古文化很接近，对这两个群体的欣赏是撰写《狼图腾》的动力。
姜戎称《狼图腾》里的细节和故事大多都有出处，是真实发生过的。他于1967年到锡林郭勒盟东乌珠穆沁旗满都宝力格牧场插队，刚刚到达内蒙古边境草原插队时，当时的草原还处于原始游牧状态，还存有大量的狼群。姜戎亲手养了一条小狼，据称遭到了当地牧民的厌恶，使得当时的知青给他起的外号就是“白眼狼”。
1978年，姜戎回到北京，在之后的30年中一直关注并研究狼，并认为狼具有多方面的价值，认为狼性不只有残暴，还有慈爱、温柔、维护草原生态平衡的一面。
姜戎曾是《北京之春》杂志的编辑，因1989年天安门事件入狱。1991年释放后极为低调，极少在公众领域出面，成为政治学与经济学学者。即使在《狼图腾》出版后的很长一段时间也仍然隐匿着自己和亲属的真实身份。
1971年，姜戎开始构思小说，参考了西方的一些史诗后，1997年在北京开始撰写。由于不会使用电脑，他用手写几易其稿，一直在深夜写作。2001年开始撰写第二稿，姜戎的妻子张抗抗称当时“他总是把自己关在书房里，足不出户，也从不告诉别人，他究竟在干什么。”
2003年岁末，《狼图腾》在北京定稿。

## 出版
2004年1月，该书策划人、出版人安波舜从张抗抗手中得到《狼图腾》的定稿，在读完定稿后，安波舜将手稿带给长江文艺出版社北京图书中心的总经理黎波与副总编辑金丽红，并加入北京图书中心成为总编辑。
由于《狼图腾》不同于金丽红以往发行的名人或言情类的畅销书，所以她认为这本书未必畅销。于是组织了各类读者和一些出版社主编进行相关题材的调查，并搜集市场资料。接着她尝试找一家日报进行连载，来了解读者的反馈。但当时“很多报纸都因不看好这本书拒绝连载这部小说”，直到《北京娱乐信报》在3月末刊载。在出版之前，姜戎与长江文艺出版社北京中心达成“三不”协议“不拍照、不录音、不接受任何采访”。
2004年4月13日，长江文艺出版社正式出版《狼图腾》，并于同日举行作品研讨会。研讨会邀请了中央电视台主持人赵忠祥、白岩松，还有SOHO中国创始人潘石屹、文学评论家李敬泽等知名人士，姜戎并未出席。4月15日正式上市，到5月1日，首印5万册全部销完。4月26日，4月北京地坛书市结束，《狼图腾》成为当届销售冠军。据首都发行所提供的数据，书市期间《狼图腾》销售量达5000多本。而在北京西单图书大厦和王府井书店，《狼图腾》也居销售排行榜榜首。6月中旬，《狼图腾》销量达到15万册。2005年8月，该书销量突破100万册。
2005年，英国培生集团北京分公司杨莉将《狼图腾》推荐给培生集团旗下的企鹅出版集团CEO周海伦，并开始设法联络作者本人，询问英文版权是否已经售出。周海伦读完《狼图腾》后，推荐给企鹅出版集团亚太地区总裁彼得·菲尔德。同年8月，彼得·菲尔德和长江出版集团总编辑周百义在长城饭店正式签约，小说《狼图腾》的全球英文版权，以10万美元的预付价，版税10%卖给了企鹅出版集团。9月，彼德·菲尔德在北京与作为姜戎代表的安波舜正式签约。
2007年，企鹅出版集团代理发行了《狼图腾》的德、法、意、荷等16种语言版本。同年，《狼图腾》在中国大陆的销量突破200万册。
2008年3月13日，企鹅出版集团和长江文艺出版社在故宫联合举办了英文版《狼图腾》首发仪式，英文版由汉学家葛浩文翻译，在全球110个国家和地区同步发行。
2009年，蒙古国翻译家宝利德将《狼图腾》翻译成西里尔蒙古文出版发行，销量达到6万册。2015年7月，北京民族出版社根据此版为底本翻译出版了传统蒙古文版的《狼图腾》。
2011年，《狼图腾》在中国大陆以外总销量达到15万册。
2014年4月，《狼图腾》中文版在中国大陆再版150多次，正版发行500万册，盗版1600万册，占据中国虚构类畅销书榜前三十名479周，语言版本包括39个语种。5月25日，长江文艺出版社在北京举办《狼图腾》畅销10年庆典暨电影授权全球图书全球换封面启动仪式。

## 主要角色

### 狼
狼是《狼图腾》的叙事主体，在本书中是一种抽象的 、被蒙古族所普遍信奉的神灵。
书中描述了多场狼群在狼王的率领下围猎黄羊群和马群的战斗，它们在极端恶劣的自然条件和复杂多变的生态环境下，巧妙地利用地形 、天气等自然因素 ，以少胜多，捕获大批走投无路 、陷入冰窟的黄羊，逼迫所有的军马跳入死亡之湖，以智慧惩戒了牧民、报复了牧民。
主人公陈阵也亲手养了一只小狼，这只小狼并不服从陈阵的驯化，最终陈阵被迫将从小养大的小狼亲手打死，这只小狼也使陈阵认为狼是不可能被驯化的。
在本书中狼被赋予勇敢、强悍、智慧、血性、温情，为了自由、尊严以死相拼等特质，被视做草原游牧文化的核心 。

### 陈阵
陈阵是本书的主人公，原型为作者姜戎本人。
本书的故事都是以陈阵的视野而展开，陈阵是北京的知识青年，抱着逃离与猎奇的心理主动到内蒙古去当知青。在下放的几年中与蒙古族老人毕力格结下了深厚的友谊，陈阵最初以汉族的身份介入草原，在草原牧民的影响下，知青们对草原文化由最初的好奇到最终的热爱，这促使他们保护草原生态环境，痛恨破坏草原的行为。
陈阵的思想里充满了矛盾和冲突 ，他来自汉族，却非常崇拜游牧民族的文化。无论是在内蒙古草原还是回到北京之后，陈阵对中国社会现状一直充满了思考，并不断的对杨克等人讲述自己对历史、政治与现实的看法。
小说的结尾，陈阵成为“国情和体制改革”的学者。陈阵在讲座里发表了自己的最终结论：“‘中国病’就是 ‘羊病 ’，属于‘家畜病’的范畴”，只有用“狼性”取代“羊性”，中国才能建立真正的民主与法制，立于世界民族竞争之林”。

### 毕力格
毕力格是一位蒙古族老人，最初为牧场革命委员会委员，在包顺贵掌握权利后被边缘化。
他认为狼是蒙古族的图腾，非常崇拜腾格里与狼。世代生活在内蒙古大草原上，十分谙熟狼的习性。指导陈阵如何面对狼，学会草原上的自然生活 ，尊重自然、理解生与死的尊严。
毕力格是热爱草原、主张人与自然和谐共生的草原人民的代表。在维持草原各种关系的平衡中忍受着痛苦与悲哀，对屠杀狼群的行为痛心疾首。在毕利格对陈阵的讲述里，草原牧业之本是保护草场。草原上，毁草的野兽很多，而狼是这些野兽的天敌，维护了生态平衡。
最终在草原美景即将消失的痛苦中死去，成为额仑草原最后一位天葬的老人。

### 包顺贵
包顺贵是来自农耕区的蒙古族，被认为是本书的第一反派。是一个支持文化大革命时期内蒙古草原政策的政府领导，指挥与执行了对狼群的屠杀。
坚决执行上级命令，开垦草原种植粮食，开着吉普车追逐狼群、运用现代化的武器打狼、火烧草原围堵狼，开枪射杀天鹅等，导致了草原的沙化蔓延、草原狼和牧民的紧张对峙 、草原狼几乎全军覆没等结果，最后一片未被开垦的草原被破坏殆尽，大草原的生态链岌岌可危。

### 杨克
杨克，陈阵插队时期的好友，也是陈阵发表观点时的听众。原型为画家陈继群，陈济群的创作主题也以内蒙古草原为主。

## 故事概述

### 陈阵对狼越来越着迷
文革時期，毛澤東宣佈上山下鄉政策，大批的知青從北京、上海等發達城市遷移到内蒙古及東北等地，進行貧下中農再教育，陳陣、楊克、張繼原和高建忠被派到内蒙插隊。當中陳、楊兩人被分派為羊倌（牧羊人），並跟隨蒙古族內經驗豐富的老人畢利格學習。
初到内蒙的陳陣，並未了解到草原狼的可怕。有一次，不聽族群的勸告，竟抄小路回營地，在途中，陳陣被草原狼包圍，陳陣當時不知如何面對，幸好，他所騎的馬匹，由畢利格所借，此馬久經戰場，即使面對群狼襲擊，依然處之泰然，並無表現怯場，不過狼群一直亦步亦趨，最終陳陣利用狼群最怕的銅鐵器聲音擊退狼群，自此陳陣便迷上草原狼。

### 陈阵开始养狼
一次放羊的時候，陳陣發現了狼的狼窩，於是請教畢利格如何掏狼，畢教他先引開母狼，再到窩內掏小狼，陳陣這次一共掏了七隻小狼，其中一隻自己養，另一隻送給協助掏狼的蒙古族人。
陳陣在草原生活的一個嚴冬，狼群藉大白雪的來臨，偷襲將要送上戰場的蒙古戰馬。狼群利用白雪，逼迫戰馬到小湖裡，使大批戰馬溺死，同時湖水又可為狼群保存馬屍，內蒙的主管烏力吉因此被革了職，改由來自農牧區的包順貴領導。包順貴感染了農民討厭狼的性格，所以上任後大力推行殺狼。
小狼越长越大，陈阵只得将它用铁链拴起来。

### 移民的不断迁入与草原生态的毁灭
包顺贵大力发展农业，草原上一下子来了众多外来户，被认为是高贵的天鹅成了移民的食物，牧民和知青的愤怒无济于事。原来的居民因此水草不足，需要轉換牧場基地飼養牛羊馬。陳陣、烏力吉和畢利格到蘇聯邊境尋找更好的草場，結果讓他們找到一個休養了多年的草場，畢利格率領眾族群到新草場，開始新生活。
到了新牧場，畢利格更感痛心，從農區來的人把新草場的黃羊、大鼠和天鵝都打清光。食物一光，狼群又獵殺人們的牲畜。包顺贵因此向中央尋求援助，中央於是派了擁有自動步槍和吉普車的軍團到內蒙。畢利格眼見狼群不消兩三下功夫就被現代武器打死，深感草原狼離滅絕的日子不遠。
渴望自由的小狼的一次次反抗让它的伤越来越重。在一个寒冷的冬夜，陈阵彻底失去他养了一年的小狼。看着飞舞在空中的狼皮筒子，陈阵相信自己已见到了真正属于自己内心的狼图腾。不久，陳陣及楊克等人回到北京工作。

### 以全新思路诠释中国历史
數十年後，在狼群數目大減、生態欠缺頂級掠食者下，草原被獺子、地鼠等低級齧齒類動物啃光挖爛，已經開始嚴重沙漠化、大半不適合放牧。陳陣與楊克回到內蒙古。
陈阵和杨克用狼图腾和游牧精神对中国历史进行了全新诠释，西北草原文化才是中华文化真正的根，中国历史上兴盛一时的朝代大多由于他们狼性十足，而农耕所必然产生的不思进取的安逸腐化正是那些朝代覆灭的内因。正是由于游牧民族一次次的强大输血，才使中华民族得以保土保文保种坚持到近代。 然而，中国儒家正统思想却全盘抹杀游牧民族对中华民族和文明的救命性的贡献。要想根本解决中国当前所存在的病根，在民族性格上应坚决走“现代文明狼”的道路，实行真正的民主制度才是中华民族的惟一出路，而狼性不强的民族永远不会去争取民主和行使自由。最后，二人再次为生态环境被严重破坏和游牧文明彻底终结而神伤。

## 艺术风格
《狼图腾》的叙事方法采用了平实的现实主义手法，细节处理也被公认是经典笔法。文体具有反流行小说的实验性，充满了独创的比喻，对事物有极强的表现力。
叙事线索是知青在草原中一年四季的所见所闻。 这条线索内含三条副线 ：知青不断加深的对狼图腾的理解与对草原“大命”哲学的认同、彼此独立成章因而十分松散的人狼斗争故事、知青养小狼的故事。人物性格的扁平化是其另一个特征，山东大学教授国家玮认为该书“人物类型服务于一个抽象观念，看上去更像是短篇合集。“
《湖北日报》记者张云宽评价“小说中，狼成了特殊的故事主角。姜戎以之为叙述主体，聚焦于人与自然、人性与狼性、狼道与天道及狼的图腾等。”曲阜师范大学教授张霞称“在书中，草原狼取得了高于人类的地位，成了被学习和借鉴的对象。这种地位不是通过有意的扬此抑彼实现的。作者正是通过对草原狼诸多优秀动物性的反复渲染和刻画，来映照人类性格中的软弱、卑琐、鄙俗和畏葸。动物真正从'物格'上取得了不逊于'人格'甚至高于'人格'的地位。”
作者姜戎通过狼图腾的意象来具体阐释自己独特的历史观，将农耕文明与草原文明构成狼和羊的对举，褒扬草原文明，贬低或反思农耕文明。通过虚构狼图腾，试图达到批判并透析农耕文明中安于现状和不思进取的消极意识，并以草原文明中以狼图腾为表征的勇猛进取精神对其进行疗治 ，北京外国语大学教授唐利群认为“通过陈阵的视野 ，蒙古草原呈现为一处带有浓厚的异域色彩的存在，对于生活在城市的读者来说 ，具有某种陌生化的效果。”

## 文学主题与理论
对于《狼图腾》的主题，一直存在不同的争论。全书主题宏大，作者姜戎称“《狼图腾》小说的精神、主旨和结论，都是建立在‘狼是蒙古草原民族的图腾’的基石上的”。而自由撰稿人张伟国认为包括了“揭示人与自然、人性与狼性、狼道与天道、汉族与少数民族的关系”。作者借陈阵在观看狼群围猎黄羊时感叹以草原为主的北方少数民族的智慧都来源于狼，认为创造世界历史上最大版图的蒙古帝国的军事实力来源于狼的教导。最后一章，陈阵在讲座提出“是游牧民族一次次为汉民族输血才使中华文明得以延续”。
作品中具有浓郁的生态主义，《新商报》撰稿人钱欢清认为“在张扬狼文化之外，小说《狼图腾》更应该被看做一部生态文学作品，一部以生态整体主义视角审视草原上一切生命的作品。”评论家雷达在《光明日报》撰文称：“作品没有回避内蒙古草原在外来人口压力、极左政策胁迫下，面积一步步缩小、质地一步步恶化，日渐走向沙化、荒漠化、废墟化的严酷现实。”在生态文化上，书评人程一身认为本书“作为小说的不同寻常之处在于作者聚焦对象的狼和草原人之间既相敌对又相依存的关系”。作家杨志军评价称：“作者讲的并不是狼的成功和胜利，而是狼作为自然的代表和草原的主宰，无可奈何地走向消亡的悲剧过程，是人和狼矛盾又统一的关系史。”
也有人将其作为励志文学加以推崇，小说以“狼性”与“羊性”之对比为主要观念框架，每一章前面都要引经据典，将狼图腾与腾格里崇拜相结合，在内蒙古宗教传统的基础上加入个人的解读，对中国文化和汉文化中传统的狼的概念进行了颠覆。北京晚报撰稿人沈沣称“作者在书中打破了对于狼的凶残、贪婪的习惯看法，表现了狼的智慧、坚忍、与自然的抗争和非凡的团队精神”。作家林少华认为《狼图腾》“是种男性文学，里面充满了雄性的阳刚的东西。”雷达称“狼才是《狼图腾》这本书的精神主载体。”
因为《狼图腾》将故事发生的时间点设置在了文化大革命的第二年，有观点认为《狼图腾》属于知青文学、寻根文学或伤痕文学，也有观点认为该书具有浓厚的接近法西斯主义与反殖民主义的色彩。

## 小说的影响与评论

### 文学上
该书序作者安波舜在序言《我们是龙的传人还是狼的传人？》中称该书为“旷世奇书”、“鸿篇巨制”。评论家孟繁华称：“《狼图腾》在当代中国文学的整体格局中，是一个灿烂而奇异的存在：如果将它作为小说来读，它充满了历史和传说；如果将它当作一部文化人类学著作来读，它又充满了虚构和想象。”而部分人士对该书的文笔批评的非常激烈，同济大学教授张闳称此书是“包裹在一大堆臃肿累赘的形容词当中，原本单调、稀薄的主题显得尤为虚弱、干瘪”。中国农业大学教授李建军认为“漫无节制，冗长累赘，急抢直白，枯窘乏味，是这部小说在修辞和叙事上的严重病象和突出问题”。
小说的最后一章《理性探掘———关于狼图腾的讲座与对话》以对话的形式进入到小说主题的议论上，作者对农耕文化和游牧文化进行了比较，对龙图腾和狼图腾的民族起源发表了质疑，对狼性与人性最终落脚到人性展开了讨论。对于作者在小说最后单设一章用讨论的方式借题发挥引起了争议，陈晓明说“在文学作品中插入评论性的意见，其实可以有几种方案。而《狼图腾》这样的方法可能是由姜戎作为社会学家的身份决定的。”张抗抗也认为“作者没有遵守我们这些写小说的人所遵照的文学规则，他没有按照规矩出牌，但是这样的做法好不好，是不能一下子做结论的。”
2008年，长江文艺出版社北京图书中心提名《狼图腾》参选第七届茅盾文学奖，姜戎在报纸上看到消息后，要求出版社退出了评选。
2019年10月，学习出版社、人民文学出版社、中国青年出版社、北京十月文艺出版社等10家出版单位，共同策划了“新中国70年70部长篇小说典藏”丛书，北京十月文艺出版社将《狼图腾》列入并出版发行。中国作家协会副主席李敬泽表示“入选作品做到了思想性和艺术性的高度统一，代表了中国文坛70年间长篇小说创作发展的最高成就。”

### 狼性文化

#### 出版之初（2004-2014）
《狼图腾》种宣扬的“狼性文化”引起了很多人的共鸣，引发了中国大陆文化界关于狼性与民族生存哲学的讨论。
受《狼图腾》的影响，出现了《狼道》、《狼性》、《酷狼》、《狼图腾启示录》、《从狼群争斗中学的经营管理》、《狼性规则》等宣扬“狼性文化”的书籍，也有《狼图腾批判》等反对该书价值观的书籍出版，作家葛红兵认为“作为一本小说，它的观念先行比较明显；宣扬的是一种丛林时代的法则。”
在中国的企业界、管理界出现了“狼性文化”崇拜热潮，中央电视台经济频道《对话》、东方卫视“波士大讲堂”等节目中，许多集团总裁在介绍企业管理的成功经验时，都强调了“狼性文化”在商战中的战略作用，很多公司会让员工将《狼图腾》作为职场指导。华为创始人任正非、百度创始人李彦宏、海尔创始人张瑞敏等企业家都认同该书中的“狼性文化”。
体育竞技界也有人追捧“狼性文化”，2004年雅典奥运会，中国男篮球员姚明在接受采访时提到了《狼图腾》称“我们就是要当那一群狼，我是头狼。”同一时期，中国棋院的棋手古力等也流行读《狼图腾》。
“狼性文化”也影响了流行音乐审美，谭咏麟《披着羊皮的狼》（2004年）、汤潮《狼爱上羊》（2006年）都在中国大陆成为了流行度很高的歌曲。

#### 改编电影上映后（2015-）
2015年，以该书改编的同名电影上映后，学术界对电影中消解书中陈阵的各种观点给予了好评。《南风窗》主笔李北方评价在《狼图腾》出版的时代，“正是发展中‘狼性’最重的那些年，该书可视作时代的精神写照 。”
2021年，南方医科大学外语学院教授陈水平评价“狼图腾所代表的狼性精神最终是不可能在中国得以生存和发扬的，作者所提出的输血方式也是不切实际的，历史上民族间的相互沟通和学习从未间断，而狼性精神依然随着草原和狼的消失而最终不复存在。”

### 生态与环保
《新商报》撰稿人钱欢清认为“小说中所体现的对生态环境的保护意识，推动了中国生态文学的创作。”该书的环保主义色彩也影响了多个国家的环保主义者，蒙古国2010年版本的《狼图腾》就是受世界银行一家环保机构所托而翻译并出版发行。
2007年11月，该书英文版擊敗了二百多部亞洲文學作品，获得了香港亞洲文學獎，評委會主席、香港裔加拿大前总督伍冰枝給予了該書很高的評價。作者姜戎把1万美元奖金捐给了一直关注和保护内蒙古草原环境的《曾经草原》网站，《曾经草原》网站也将《狼图腾》视作保护草原所需要的“生态理念”。
2018年1月20日，中国《环境教育》杂志将《狼图腾》评入“公众最喜爱的十本环保好书”。

### 中国民族主义
《狼图腾》被认为有中华民族主义思想与对中华文化的反思思想，作者通过批评儒家思想，抨击了中国民族性格的弱点。21世纪初，中国的意识形态空间逐渐被中国民族主义占据。该书策划人安波舜评价“《狼图腾》的畅销恰好适应我们伟大民族复兴的大形势、大趋势，一种挺起腰杆做中国人的豪情释放。 ”北京大学教授廖可斌认为“近代以来中国落后挨打的惨痛记忆，可能是当代中国人‘崇狼’的主要原因。”他也认为，“血性虽然需要，但野性于事无补，反而会越弄越糟。”
汉学家顾彬在接受《德国之声》采访时批评该书“对我们德国人来说是法西斯主义，这本书让中国丢脸。”姜戎则为自己辩护，指出纳粹运动并没有把德国人当成绵羊。他强调自己的自由主义观点，并认为经济发展将导致民主，而对于年轻一代来说，自由是先决条件。
2011年，南京大学教授丁帆抨击该书“反历史、反人性、挑战文明不顾伦理。”
2019年，北京大学文学系博士陈子丰重新评价了该书，认为该书“实际上将游牧民族视为西方的童年，仍旧是中西方对立 、向‘世界的中心’西方取经的老故事；表面上是对无度现代化的恶果不遗余力的批判，实际上仍旧挥舞着现代性高歌猛进的大旗。”位于身份意识、后现代、多元主义的中间，文本中将游牧民族与汉族“二元对立”，“显然难以建立起对中华民族文化的一个有效的结构性论述。”

### 犯罪文化
2009年，黑龙江省绥芬河市出现盗窃组织“狼团”，团伙老大深入研究《狼图腾》，用狼群的组织性管理“队伍”。2010年，绥芬河警方将该组织成员全部逮捕。
2018年，湖南省邵阳市警方消灭了黑社会组织“天狼部落”，该组织在犯罪时统一穿着红色带“狼图腾”标志的红T恤，以“狼性”互相标榜，彼此激励，用《狼图腾》作为其激励其犯罪行为的理论依据。

### 民族问题
该书大力批判了中国人的国民性格，认为中国人的民族性格被农耕社会和儒家软化。涉及到了文化大革命时期的内蒙古的民族政策，提出了“狼是蒙古民族的图腾”、蒙古族和游牧民族的民族性格是“狼性”，这引发了外界关于汉族对待少数民族出现的逆向民族主义的讨论。

#### 对汉族文化评价的争议
文化界对《狼图腾》中反复影射“游牧民族与农耕民族优劣论”表示不满，姜戎提出西方文明因为具有与游牧民族一样的“狼性”而强盛不衰，让一些学者觉得匪夷所思。李敬泽认为：“用狼性、羊性这种简单的概念来解释中国历史和文明进程是不能成立的，这种说法只是满足了大众对简单通俗的历史观的需求，是一种慷慨激昂的媚俗。”
大象公会创始人黄章晋在《青年参考》发文称“成吉思汗时代的蒙古人本身，他们一切行动只是出于当时的生存本能而非审美意志。野蛮就是野蛮，落后就是落后，用今人为满足自己审美愿望的眼光去重新美化那段野蛮屠杀的历史。我想，说其是全无心肝，当不为过。”撰稿人徐红梅在《常州工学院学报》发文称“安排主人公陈阵思考少数民族对汉族江山的攻占，让陈阵表达出对少数民族生命力强盛的敬意，在寓意少数民族的‘狼性格’和汉族的‘羊性格’之外，将敬意的最高指向仍然给了‘狼’。显然在作者眼里，汉族性格不如少数民族。”昆仑策研究院特约研究员申鹏抨击《狼图腾》“鼓吹‘游牧民族’的精神，贬低、抹黑汉人民族英雄已经成了某个圈子的政治正确。”

#### 对蒙古族文化的造假争议
2008年8月初，姜戎接受了《南方周末》的采访，以《还“狼性”一个公道》的报道见报后，一位网友在《南方周末》网站上留言，称自己是知情人，姜戎在接受采访时很多叙述失真。还有知青对《新晚报》记者称“蒙古族人见到狼就会打，对狼没有任何感情”。
一些中国蒙古族作家与学者对书中表现的蒙古族文化表示质疑，2015年2月，蒙古族作家郭雪波在新浪微博上称：“狼从来不是蒙古人图腾，我们保留诉诸法律捍卫祖先和民族文化的权利。”作家玛拉沁夫也向中国相关部门组织反映过该书对蒙古族文化的扭曲。蒙古学专家布仁巴图认为“以动物的名字作为蒙古族的人名的有很多，并非都是图腾，狼只在蒙古族的历史中是一种勇敢精神的象征”。社会学者色音指出，“图腾是西方舶来的概念，整个蒙古族历史上没有明确的图腾。”内蒙古师范大学教授满全也认为“狼不能被附上图腾的概念”。
也有蒙古族人对狼图腾表示认可，中国歌手腾格尔在为本书的推介语中写道“它让我读出深沉、豪放、忧郁而绵长的蒙古长调与草原苍狼幽怨、孤独、固执于亲情呼唤的仰天哭嗥，都是悲壮的勇士面对长生天如歌的表达。”姜戎去蒙古国拜访了蒙古国家图书馆馆长高陶布·阿吉木，认为阿吉木的考证证明了狼就是蒙古族的图腾。蒙古大呼拉尔议员波克依·阿合帕尔吾勒在为哈萨克文版《狼图腾》所作的序言中写道“在突厥时代，我们的祖先阙特勤可汗的旗帜上就绘有苍狼的头像，哈萨克诗人隋因拜曾以《狼是我们的召唤》的诗句为勇士们鼓劲，这些都表明狼是我们（蒙古人和哈萨克人）共同的图腾。”

### 刻板印象
也有人士对书中评价蒙古族造成的的刻板印象进行了反驳，白岩松认为“蒙古族人是我知道的最温和的民族，《狼图腾》的作者只看到蒙古族人众多属性中与狼靠近的一部分，而现实生活中，蒙古族人身上羊性的东西更多一些。”郭雪波认为“实际上，每一个民族都既有狼性也有羊性。我们不能简单地用动物来描摹一个民族的文化，狼只有血性，成吉思汗如果只有狼的精神，不可能建立起那么庞大的帝国。”陈子丰认为“小说中对少数民族优于汉族的美好品质的称赞、对于‘高贵的野蛮人’的歌颂本身明显是汉族中心的、东方主义的。像19世纪欧洲浪漫的原始主义诗人和同情原住民的美国人道主义者一样哀叹、怀念文明对于淳朴的孩童期人类的侵蚀。”

## 奖项（中文版）

### 获奖
- 2004网络中国年度评选颁奖晚会年度潮流图书，获奖者姜戎（2005年1月12日）[112][113]
- 人民文学出版社《當代》長篇小說年度优秀奖，获奖者姜戎（2005年1月19日）[114]
- 第二届九头鸟长篇小说奖第一名，获奖者姜戎（2005年1月19日）[115][116]
- 鼎鈞雙年文學獎，获奖者姜戎（2005年）
- 2006年香港電台十本好書，获奖者姜戎（2005年）
- 2007年英仕曼亚洲文学奖，获奖者姜戎（2007年）
- 2020年亞洲週刊中文十大好書，获奖者姜戎（2021年1月4日）[117]

### 入围
- 2010年国际IMPAC都柏林文学奖[118]

## 版本与翻译

### 中文版本

#### 简体中文
- 首版：姜戎. . 湖北武汉: 长江文艺出版社. 2004年4月. ISBN 9787535427304.
- 简装版：姜戌. . 湖北武汉: 长江文艺出版社. 2004年7月. ISBN 9787535425072.
- 狼图腾配套盘：姜戎. . 北京: 中国人民大学. 2005年1月. ISBN 9787887023469.
- 北京儿童版：姜戎. 安波舜 , 编. . 湖北武汉: 长江文艺. 2005年7月. ISBN 9787535427304.
- 浙江儿童版：姜戎. 安波舜 , 编. . 浙江杭州: 浙江少年儿童. 2007年8月. ISBN 9787534244452.
- 纪念版：姜戎. . 湖北武汉: 长江文艺出版社. 2014年5月. ISBN 9787535448897.
- 修订版：姜戎. . 湖北武汉: 长江文艺出版社. 2014年12月. ISBN 9787535476890.
- 浙江儿童纪念版：姜戎. . 浙江杭州: 浙江少年儿童出版社. 2015年2月. ISBN 9787534285806.
- 新中国70年70部长篇小说典藏版：姜戎. . 北京: 北京十月文艺出版社. 2019年10月. ISBN 9787530219911.
- 精装修订版：姜戎. . 北京: 北京十月文艺出版社. 2020年2月. ISBN 9787530220245.

#### 繁体中文
- 姜戎. . 香港: 利文. 2005年1月. ISBN 9629881292 （中文（繁體））.
- 姜戎. . 台北: 風雲時代. 2005年1月. ISBN 986146123X （中文（繁體））.
- 儿童版：姜戎. 安波舜 , 编. . 台北: 風雲時代. 2005年9月. ISBN 9861462406 （中文（繁體））.
- 姜戎. . 香港: 三聯書店（香港）有限公司. 2015年9月. ISBN 9789620437502 （中文（繁體））.

### 韩语版

#### 版本（三部曲）
- 姜戎. . 由Hajin Song翻译. 首尔: Dongbang Media. 2006年6月. ISBN 8990488532.
- 姜戎. . 由Hajin Song翻译. 首尔: Dongbang Media. 2006年6月. ISBN 8990488540.
- 姜戎. . 由Hajin Song翻译. 首尔: Dongbang Media. 2006年6月. ISBN 8990488559.

### 日语版

#### 版本（两部曲）
- 姜戎. . 由; 翻译. 东京: 讲谈社. 2007年11月. ISBN 4062138492.
- 姜戎. . 由; 翻译. 东京: 讲谈社. 2007年11月. ISBN 4062138506.

### 越南语版
- 姜戎. . 由Trần, Đình Hiến翻译. 河内: Công An Nhân Dân. 2007年1月. OCLC 225310072.

### 法语版
- 姜戎. . 由Yan Hansheng; Lisa Carducc翻译. 巴黎: Bourin Editeur. 2008年1月. ISBN 2849410810.

### 英语版

#### 版本
- .姜戎. . 由Howard Goldblatt（葛浩文）翻译. 伦敦: 企鹅集团. 2008年3月. ISBN 1594201560.

#### 奖项
- 《旧金山纪事报》2008年度最佳图书（小说和诗歌），获奖者姜戎、葛浩文（2008年）[119]

#### 负面奖项
- One-Minute Book Reviews年度最差作品Delete Key Award第三名（2009年3月16日）[120]

### 匈牙利语版
- 姜戎. . 布达佩斯: Magvető. 2008年4月. ISBN 978-963-142-626-7.[121]

### 希腊语版
- 姜戎. . 由Μπανιά, Χρύσα翻译. 雅典: Psichogios. 2008年6月. ISBN 978-9604530809.

### 德语版
- 姜戎. . 由Hasselblatt, Karin翻译. 兰登书屋. 2008年12月. ISBN 978-3442311088.

### 塞尔维亚语版
- 姜戎. . 由Hasselblatt, Karin翻译. 贝尔格莱德: Alnari. 2008. ISBN 978-3442311088.

### 蒙古語版

#### 传统蒙古文版
- 姜戎. . 沈阳: 辽宁民族出版社. 2006. ISBN 7-80722-161-5.
- 姜戎. . 由德.宝力德巴特尔翻译. 北京: 民族出版社. 2015年5月. ISBN 9787105137046.

#### 西里尔蒙古文版

##### 版本
- 姜戎. . 由Д. Болдбаатар翻译. 乌兰巴托: Monsudar. 2010. ISBN 978-99962-0-246-9.
- 姜戎. . 由Р.Шынайн翻译. 乌兰巴托. 2017. ISBN 978-99929-4-701-2.[122]
- 姜戎. . 由Д. Болдбаатар翻译. 乌兰巴托. 2022年4月. ISBN 978-9919-516-21-5.[123]

##### 获奖
- 世界蒙古族作家联合会“文豪奖”，获奖者姜戎（2015年8月24日）[124][125]

### 维吾尔语版

#### 版本（两部曲）
- 姜戎. . 乌鲁木齐: 新疆人民出版社.
- 姜戎. . 乌鲁木齐: 新疆人民出版社.

### 哈萨克语版

#### 阿拉伯字母
- 姜戎. .

#### 西里尔字母
- 姜戎. . 由Р.Шынайн翻译. 乌兰巴托. 2015.
- 姜戎. . 由Абай Мауқараұлының翻译. 阿拉木图: Таңбалы. 2022.[126]

#### 奖项
- 哈萨克斯坦国家文学“Айбоз”奖最佳文学翻译奖，获奖者Абай Мауқараұлының（2023年12月14日）[127]

### 波兰语版
- 姜戎. . 由Małgorzata Religa翻译. 华沙: Wydawnictwo Akademickie „Dialog”. 2020. ISBN 9788380028180.[128]

## 改编作品
电影版由法国导演让·雅克·阿诺执导，冯绍峰与窦骁主演，是一部中国电影股份有限公司参与投资的中法合拍片。

## 延伸閱讀
- 狼
- 戰狼
- 生物鏈、生態平衡
- 文化大革命、上山下鄉
- 蒙古族、遊牧民族、農耕民族
- 皮毛貿易、動物權利